# Liste der Landschaftsschutzgebiete in Karlsruhe
Im Stadtkreis Karlsruhe gibt es 19 Landschaftsschutzgebiete. Keines davon reicht über die Stadtgrenzen hinaus. Nach der Schutzgebietsstatistik der Landesanstalt für Umwelt, Messungen und Naturschutz Baden-Württemberg (LUBW) stehen 6366,88 Hektar Fläche des Stadtkreises unter Landschaftsschutz, das sind 36,71 Prozent (Stand Jan. 2025).
| Name                                                                                                 | Bild | Kennung                  | Einzelheiten | Position | Fläche Hektar | Datum         |
| --- | ---- | ------------------------ | --- | -------- | ------------- | ------------- |
| Vorderau (Rheinufer zwischen Rhein und Hochwasserdamm XXVII und ehemaligem Pionierhafen bis Ölhafen) |      | 2.12.001 WDPA: 323867    | Überflutungsaue, größtenteils aus Wald bestehend, in den ein Altwasser eingebettet ist. Den Abschluss bildet eine große Feuchtwiese. Südlich schließen sich ausgedehnte Obstwiesen an, die extensiv bewirtschaftet werden. Im Kontrast zu diesem feuchten Lebensraum steht der das Gebiet im Osten begrenzende Hochwasserdamm. Er ist mager, trocken und reich an Pflanzenarten. Diese trockenen Wiesen und Halbtrockenrasen sind ein besonderer Lebensraum für wärmeliebende Insekten. | ⊙        | 58,8          | 8. Jan. 1962  |
| Bruchwald Grötzingen                                                                                 |      | 2.12.002 WDPA: 378419    | Das Gebiet grenzt an das Naturschutzgebiet Weingartener Moor an und rundet dieses ab. Es umfasst den Südteil des Grötzinger Baggersees (der Nordteil liegt im Naturschutzgebiet) und die im Süden und Südwesten angrenzenden Waldflächen mit alten Erlen und Eschen. | ⊙        | 46,9          | 8. Jan. 1962  |
| Rheinaue                                                                                             |      | 2.12.003 WDPA: 323840    | Auewälder im „Großgrund“, „Rappenwört“ und „Kastenwört“, das Gewann Gefälle im nordwestlichen Teil der Fritschlach sowie ein Teil des Uferbereichs des Federbaches. | ⊙        | 549,3         | 9. Sep. 1975  |
| Lutherisch Wäldele                                                                                   |      | 2.12.004 WDPA: 322866    | Überflutungsaue der Alb bis zur Niederterrasse. Großteils Wald mit unterschiedlichen Höhenlagen und Überschwemmungsregimen. | ⊙        | 8,3           | 8. Jan. 1962  |
| Nördliche Hardt                                                                                      |      | 2.12.005 WDPA: 323269    | Walddistrikte im Hardtwald: Westlicher Wildpark, Zehntwald, Südlicher Wildpark, Bannwald und Fasanengarten. Umfasst auch den Schlossgarten und reicht vom Schloss etwa neun Kilometer weit bis zur nördlichen Stadtgrenze, wo es im Landkreis Karlsruhe mit dem Landschaftsschutzgebiet Hardtwald nördlich von Karlsruhe fortgesetzt wird. | ⊙        | 1.830,6       | 3. Okt. 1980  |
| Elfmorgenbruch                                                                                       |      | 2.12.009 WDPA: 320588    | Waldgebiet des Elfmorgenbruchs und Teile des Gewanns Nachtweidwiesen. | ⊙        | 89,2          | 12. Dez. 1980 |
| Füllbruch-Vokkenau                                                                                   |      | 2.12.010 WDPA: 320929    | Bruchwaldgebiet der alten Kinzig-Murg-Rinne. | ⊙        | 431,1         | 9. Jan. 1988  |
| Bergwald-Rappeneigen                                                                                 |      | 2.12.011 WDPA: 319896    | Steilabfall gegen die Rheinebene. | ⊙        | 206,5         | 19. Jan. 1988 |
| Turmberg-Augustenberg                                                                                |      | 2.12.012 WDPA: 325248    | Zwischen Turmberg und Thomashof. Beschrieben als „Ausläufer des Schwarzwaldes bei Durlach“, naturräumlich dem Kraichgau zugeordnet. | ⊙        | 293,6         | 8. Jan. 1962  |
| Bruchwaldgebiet der alten Kinzig-Murg-Rinne (2 Teilgebiete)                                          |      | 2.12.014 WDPA: 320121    | 2 Teilgebiete, Bruchwald und Moor. | ⊙        | 6,5           | 15. Okt. 1962 |
| Südliche Hardt                                                                                       |      | 2.12.015 WDPA: 324912    | Erhaltung des Freiraumes als Naherholungsgebiet und Frischluftschneise für den Stadtbereich. | ⊙        | 438,6         | 22. Aug. 1983 |
| Taglöhnergärten                                                                                      | BW   | 2.12.016 WDPA: 324977    | Streuobstbestände und waldnahe Wiesen als ökologisch wertvolle Ausgleichsfläche im Stadtgebiet. | ⊙        | 9,4           | 27. Nov. 1985 |
| Grötzinger Bergwald-Knittelberg                                                                      |      | 2.12.017 WDPA: 321219    | Artenreicher Buchenwald, Streuobst- und Weinbaunutzung, ortstypische Hohlwege; mit bedeutender Klimaschutzfunktion und beachtlichem Erholungswert. | ⊙        | 275,1         | 19. Jan. 1988 |
| Burgau                                                                                               |      | 2.12.019 WDPA: 320192    | Offene und landwirtschaftlich genutzte Niederungsflächen als Teil der Kulturlandschaft in der Rheinaue; ökologisch notwendiger Ergänzungsraum für das gleichnamige NSG. | ⊙        | 114,0         | 2. Nov. 1989  |
| Grünwettersbacher Wald-Hatzengraben                                                                  |      | 2.12.020 WDPA: 321258    | Streuobstwiesen und Hangwald in der Karlsruher Vorbergzone. | ⊙        | 440,6         | 1. Sep. 1997  |
| Stupfericher Wald-Schönberg                                                                          |      | 2.12.021 WDPA: 324899    | Naturnahe Wälder, Waldränder, Streuobstwiesen und landwirtschaftlich genutzte Flächen mit hohem Grünlandanteil. | ⊙        | 401,4         | 1. Sep. 1997  |
| Gießbachniederung-Im Brühl                                                                           |      | 2.12.022 WDPA: 555595855 | Offene feuchte Ebene in der Kinzig-Murg-Rinne nördlich von Grötzingen. Landschaft ist geprägt durch ausgedehnte feuchte Wiesenflächen und Grabensystemen. | ⊙        | 331,0         | 4. Dez. 2015  |
| Oberwald-Rißnert                                                                                     |      | 2.12.023 WDPA: 555690945 | Walddistrikte Rißnert und Oberwald zwischen dem Stadtteil Rüppurr und der Autobahn A 5, die östlich dieser Autobahn gelegenen Gewanne Schatzmänne, Weitenhausen, Krumme Furchen, Eylach, Hofäcker, Langenheck sowie der Waldbestand im Gewann Killisfeld. 2018 durch Erweiterung des 1977 eingerichteten LSG Oberwald entstanden. | ⊙        | 755,8         | 9. Nov. 2018  |
| Neureuter Feldflur                                                                                   |      | 2.12.024                 | Offenlandfläche im Naturraum Hardtebenen mit einer Binnendüne, Sand- und Sandmagerrasen mit seltenen und gefährdeten Pflanzenarten und dem Heidesee. Naherholungsflächen, Biotopverbund mit dem angrenzenden Naturschutzgebiet Alter Flugplatz Karlsruhe. | ⊙        | 80,6          | 20. Jan. 2021 |
| Legende für Landschaftsschutzgebiet                                                                  |      |                          | |          |               |               |